# Terry Farrell (actrice)
Pour les articles homonymes, voir Terry Farrell et Farrell.
Terry Farrell est une actrice américaine née le 19 novembre 1963 à Cedar Rapids, dans l'Iowa (États-Unis).

## Biographie
Elle est notamment connue pour avoir joué le rôle du lieutenant Jadzia Dax dans la série Star Trek: Deep Space Nine.
Terry Farrel et Nimoy Jr officialisent leur union en 2017.

## Filmographie

### Cinéma
- 1983 : Portfolio de Robert Guralnick : Elite Model
- 1986 : À fond la fac (Back to School) de Alan Metter : Valérie Desmond
- 1987 : Off the Mark de Bill Berry : Jenell Johnson
- 1990 : Le Bûcher des vanités (The Bonfire of the Vanities) de Brian De Palma : Party Guest Listening to Aubrey Buffing (non créditée)
- 1992 : Hellraiser 3 (Hellraiser III : Hell on Earth) de Anthony Hickox : Joanne "Joey" Summerskill
- 1994 : Red Sun Rising de Francis Megahy : Détective Karen Ryder
- 1998 : Reasons of the Heart de Rick Jacobson : Maggie Livingston
- 2000 : Destruction totale (Deep Core) de Rodney McDonald : Allison Saunders
- 2000 : Tripping the Rift (court métrage) de Chris Moeller : Six of One
- 2002 : Psychic Murders de Malek Akkad : Macy
- 2019 : The Circuit de Prince Badgasarian

### Télévision

#### Téléfilms
- 1986 : Les Reines de la nuit (Beverly Hills Madam) d'Harvey Hart : Julie Taylor
- 1986 : Au-dessus de tout soupçon (The Deliberate Stranger) de Marvin J. Chomsky : Katie Hargreaves
- 1991 : Mimi & Me de Sam Weisman : Mimi
- 1993 : Star de Michael Miller : Elizabeth
- 1998 : Legion de Jon Hess : Major Agatha Doyle
- 2000 : Le Grand amour (One True Love) de Lorraine Senna : Dana Boyer
- 2002 : L'Esprit d'équipe (Crossing the Line) de Graeme Clifford : Laura Mosbach
- 2002 : Gleason de Howard Deutch : Marilyn Taylor
- 2003 : Le Tueur du vol 816 (Code 11-14) de Jean de Segonzac : Michelle Novack
- 2021 : Storyville de Christin Baker : Millie Stone

#### Séries télévisées
- 1984 : Paper Dolls : Laurie Caswell
- 1984 : Spencer : Sally
- 1985 : Cosby Show (The Cosby Show) : Nicki Phillips
- 1986 : La Cinquième Dimension (The Twilight Zone) : Marsha Cole
- 1986 : Sacrée Famille (Family Ties) : Liz Obeck
- 1992 : Code Quantum (Quantum Leap) : Lisa Sherman
- 1992 : Grapevine (en) : Laurie
- 1992 : Red Dwarf : Cat (seconde version)
- 1993-1998 : Star Trek: Deep Space Nine : Lieutenant Jadzia Dax
- 1998-2002 : Becker : Regina "Reggie" Kostas
- 2017 : Star Trek: Renegades (en) : Jadzia

## Jeux vidéo
- 1996 : Star Trek: Deep Space Nine: Harbinger : Lieutenant Dax (voix)
- 1996 : Treasure Quest : Spiritual Guide
- 2000 : Star Trek: Deep Space Nine - The Fallen : Lieutenant Jadzia Dax (voix)

## Honneurs
Terry Farrell et Nana Visitor, actrices de Star Trek: Deep Space Nine furent honorées en 2001 quand William Kwong Yu Yeung nomma deux astéroïdes (26733) Nanavisitor et (26734) Terryfarrell,.